# La fine della fede
La fine della fede (The End of Faith) è un'opera del 2004 dello scrittore statunitense Sam Harris, pubblicata in Italia dalla casa editrice Nuovi Mondi Media.

## Sinossi
Molti di coloro che sostengono di essere stati trasformati dall’amore di Cristo sono profondamente – se non spaventosamente – intolleranti nei confronti delle critiche. Pur ammettendo che ciò si possa ascrivere alla natura umana, è chiaro che quest’odio trova una buona dose di giustificazione nella Bibbia. Come faccio a saperlo? I più infervorati tra i miei corrispondenti non fanno altro che citare capitoli e versetti.»
(Reply to a Christian (Risposta ad un Cristiano) di Sam Harris)
Il libro si occupa di chiesa e religione, illustrando l'abisso tra la fede religiosa ed il pensiero razionale. Solleva le questioni della tolleranza religiosa nei confronti del fondamentalismo. Il libro venne scritto nel periodo definito successivo all'11 settembre 2001, indicato dall'autore come un momento di "dolore collettivo e stupefacimento".

## Edizioni
- Sam Harris, La fine della fede, I ed., Nuovi Mondi Media, 2006,  p. 344.